# Linki (województwo zachodniopomorskie)
Linki (do 1945 niem. Lienke, także Alt Liniken, Alt Lienken) – uroczysko-dawna miejscowość w województwie zachodniopomorskim, w powiecie polickim w gminie Dobra.
Osada leżała tuż przy granicy polsko-niemieckiej, ok. 1 km na północny zachód od wsi Lubieszyn i ok. 4 km na północ-zachód od wsi Dołuje. Niedaleko osady (0,5 km na południe) znajduje się wysychające jeziorko Lipka.

## Historia
Początki osady sięgają XIII w., gdy była wzmiankowana jako wieś, którą ks. Otto I nadał kapitule NMP w Szczecinie. Do XV w. Linki wymieniane są jako domena szlachecka, a później jako lenno szlacheckie. W XVIII w. stały się domeną państwową. W 1806 na południe od głównej wsi, zwanej od teraz Starymi Linkami (Alt Lienken), powstały Nowe Linki (Neu Lienken). Znajdował się tam folwark. W owym czasie Linki należały do kościoła i szkoły w Dobrej. W 1822 r. w Starych Linkach mieszkało 20 osób, w Nowych Linkach 30 osób. W 1864 r. w Starych Linkach były 3 zabudowania mieszkalne i 6 gospodarczych. Mieszkało tam 9 rodzin, w sumie 37 osób. Majątek folwarku Stare Linki liczył 1306 mórg ziemi, w tym 633 morgi pól uprawnych i 215 mórg łąk. Do 1939 r. osadę zamieszkiwały 82 osoby.
W czasie II wojny światowej niezniszczona, wieś została zajęta 26 kwietnia 1945 r. przez wojska radzieckie (2 Front Białoruski – 2 Armia Uderzeniowa) i oddana 4 października 1945 pod administrację polską.
W 1945 r. Linki znalazły się przy samej linii granicznej (ob. znak graniczny nr 813). Do 1949 r., tj. do regulacji granicy, Linki w całości znajdowały się po stronie polskiej, później skrzyżowanie dróg w tzw. Nowych Linkach przeszło do NRD. Po stronie polskiej  pozostały Linki (Stare Linki) i część zabudowań osady Lubieszyn. W latach 50. XX w. osada Linki (Stare Linki) została opuszczona i popadła w całkowitą ruinę.
Nazwę Linki wprowadzono urzędowo w 1947 roku.